# Курилов, Венедикт Викторович
Венедикт Викторович Курилов (1867—1921) — русский химик, специалист по неорганической, органической, физической и аналитической химии; доктор химии Московского университета.

## Биография
Родился 14 марта 1867 года в Вологодской губернии, в крестьянской семье. Высшее образование получал в Санкт-Петербургском и в Казанском университетах; в последнем закончил в 1889 году математическое отделение физико-математического факультета.
В 1890—1891 гг. был профессорским стипендиатом при Казанском университете, в 1891 году, после сдачи магистерского экзамена, был командирован в Санкт-Петербург для занятий в химических лабораториях.
В 1893—1894 гг. — лаборант Санкт-Петербургского университета. Одновременно, с 1893 года стал преподавать в школе Карла Мая. С 1895 года — магистр химии. Был командирован за границу и в 1896—1898 годах работал в лабораториях: Х. В. Б. Розебома (Амстердамский университет), В. Ф. Г. Нернста (Геттингенский университет), Кюстера (Бреславль), Я. Х. Вант-Гоффа (Берлинский университет).
В 1898—1899 гг. — приват-доцент Санкт-Петербургского университета, читал курс «Учение о химическом равновесии»; в 1899—1890 гг. читал «Краткий курс физической химии». С осени 1900 года — ординарный профессор по общей химии в Екатеринославском высшем горном училище. По поручению губернского земства наладил изучение почв. Написал учебник химии для гимназий и реальных училищ.
В 1905 году издал брошюру "Первоначальные задачи Государственной Думы". С 1908 года поднадзорный, по взглядам был близок к кадетам. Один из организаторов университета им. А. Л. Караваева, подвергся преследованиям со стороны властей.
С 1909 года профессор Варшавского, заведующий кафедрой химии. В 1910 председатель собрания студентов по поводу смерти Л. Н. Толстого. В 1915 эвакуирован вместе с университетом в Ростов-на-Дону.
В 1917 году деятельно участвовал в Донской кооперации. Вступил в партию эсеров. В сентябре 1917 участник Всероссийского  демократического совещания, в октябре — член Предпарламента (Временного Совета Российской республики).
В ноябре 1917 года избран во Всероссийское учредительное собрание в Донском избирательном округе  по списку № 2 (Эсеры, Совет крестьянских депутатов, трудовое казачество). В единственном заседании Учредительного собрания 5 января 1918 не участвовал.
Во время гражданской войны преподавал  в Донском (1918—1921) университете.
Умер 8 февраля 1921 года от сыпного тифа.

### Вклад в науку
Основные научные работы посвящены изучению химических равновесий, а также вопросам классификации химических соединений в связи с применением принципа эволюции в химии. Изучал комплексные неорганические соединения, в частности аммиакаты. Основываясь на законе действия масс и правиле фаз, исследовал (1896—1902) равновесие двойных и тройных систем, образованных органическими и неорганическими веществами (р-нафтолом, бензолом, пикриновой кислотой, водой). Проводил исследования коллоидных систем с целью выяснения связи между кристаллоидным и коллоидным состояниями вещества.
Кроме работ по неорганической, органической, физической и аналитической химии Курилов писал также статьи по различным общественным вопросам, основал в 1899 Екатеринославское научное общество и стал его первым председателем, исполнял обязанности секретаря совета высшего горного училища со дня основания училища, организовал в г. Екатеринославе областной музей имени А. Н. Поля, поставил почвенное изучение Екатеринославской губернии по поручению губернского земства, в 1903 и 1904 организовал общеобразовательные курсы для народных учителей и учительниц Екатеринославской губернии.

## Работы

### Научные
- «Действие перекиси водорода на соединения двухатомных металлов, перекиси которых неизвестны» («Записки Казанского университета», 1889),
- «О терпенах масла из смолы ели» («Журнал Русского физико-химического общества», 1889),
- «О перекиси водорода, получающейся при электролизе смесей серной кислоты с водой» («Журнал Русского физико-химического общества», 1891),
- «Anwendung des Massenwirkungsgesetzes und d. Phasenregel zur Untersuchung der organischen Additionsprodukte» («Zeitschr. f. Phys. Ch.», 1897),
- «Разложение (диссоциация) химических соединений, образованных поглощением аммиака солями» («Записки Императорской академии наук», 1895),
- «Опытное изучение химических равновесий в системах из двух и из трёх веществ» («Записки Императорской академии наук», 1899),
- «О действии аммиака и едкого кали на растворы цинковых солей» («Записки Императорской академии наук», 1901),
- «К учению об аммиакатах в связи с общей классификационной проблемой в химии» (Екатеринослав, 1905)
- и др.,

### Педагогические
- «Краткий учебник химии для гимназий и реальных училищ» (СПб.: типо-лит. С. М. Николаева, 1896; с поледущими переизданиями),
- «Основные начала химии: двенадцать лекций, прочитанных на общеобразовательных курсах для народных учителей и учительниц Екатеринославской губернии летом 1903» (Екатеринослав: Тип. Губ. Земства, 1903)
- «Общий курс химии на современных основах» (Варшава: Тип. Варш. Учеб. Округа, 1910).

### Общественно-политические
По общественным вопросам опубликованы различные заметки в периодических изданиях как за подписью В. Курилов, так и под псевдонимами П. Алмазов и Ив. Тучков; одна из последних — брошюра «Первоначальные задачи государственной думы» (1905).

### Исторические
Редактировал:
- Труды Екатеринославского научного общества
- «Сборник статей по изучению края» (Екатерин., 1905, отделы естественноисторический, исторический, экономический и местный)

и напечатал
- «Материалы по оценке земель Екатеринославской губ., часть естественноисторическая, уезд Мариупольский» (Екатер., 1904).